# Julius Schramm (Kunstschmied)

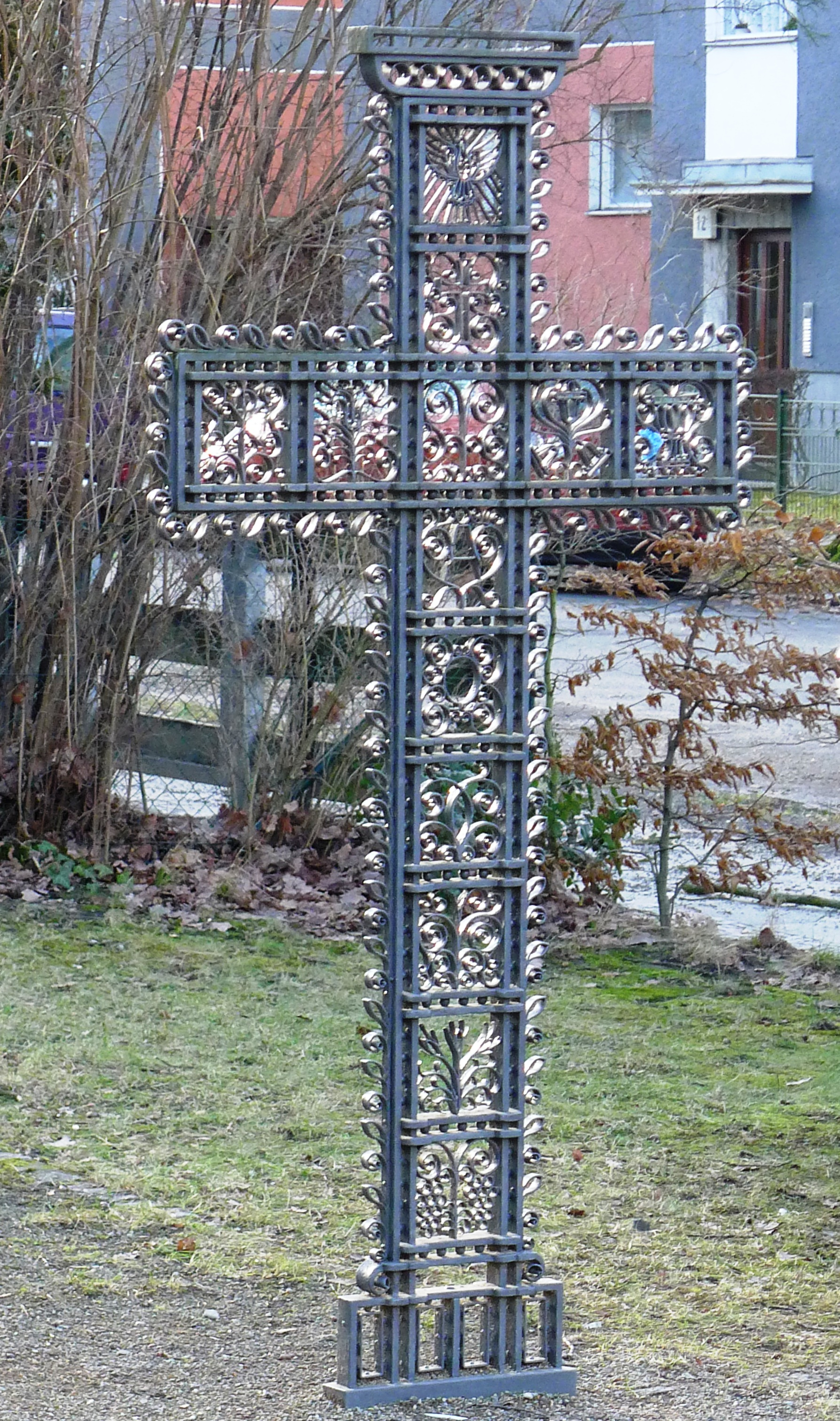
Ehemaliges Altarkreuz der Südendkirche von Julius Schramm

Julius Fritz Adolph Schramm (* 5. April 1870 in Berlin; † 1945) war ein deutscher Kunstschmied, Kunstschlosser und Fachschriftsteller.

## Leben
Schramm war der Sohn eines Schlossermeisters. Er besuchte zunächst das Askanische Gymnasium und anschließend die Königliche Handwerksschule. Er wurde handwerklich von seinem Vater in dessen Berliner Werkstatt ausgebildet. Anschließend ging er nach München, um dort seine Fertigkeiten zu verfeinern und neue Anregungen zu bekommen. Später kehrte er in seine Heimatstadt zurück und übernahm 1895 das Geschäft seines Vaters. Bei seinen Aufträgen wurde Schramm durch die Professoren Ernst Petersen (1870–1924) und Franz Seeck sowie durch die Architekten Fritz Bräuning unterstützt, die Entwurfszeichnungen anfertigten. Er stellte auch Werke nach eigenen Entwürfen her.
Sein Buch Über das Kunstschmiedehandwerk erschien in mehreren Auflagen. Seine Tochter Hanna emigrierte aus politischen Gründen nach Frankreich und war 1940/41 im Lager Gurs interniert.

## Werke (Auswahl)
Publikationen
- Kunstschmied und Architekt. In: Kunstgewerbeblatt. 23. Jahrgang, Neue Folge, Heft 7. E. A. Seemann, Leipzig April 1912, S. 128–131, doi:10.11588/DIGLIT.4421 (uni-heidelberg.de).
- Einiges über die Entstehung von Kunstschmiedearbeiten. In: Dekorative Kunst. Zeitschrift für angewandte Kunst. Band 33. Jg. 28. Bruckmann, München 1925, S. 103–107 digitale-sammlungen.de.
- Über das Kunstschmiedehandwerk. Metzner Verlag, Berlin 1935.
- Mein Leben als Kunstschmied. Metzner Verlag, Berlin 1941.

Schmiede- und Schlosserwerke
- Gitterportale der Deutsche Länderbank AG und des Mannesmann-Hauses, Berlin
- Schmiedeeisernes Gittertor der Grabanlage für Georg von Werthern auf dem Weißen Berg bei Beichlingen
- Adler am Tannenberg-Denkmal
- Petschaft in Eisenschnitt für den Reichspräsidenten von Hindenburg
- Evangelische Kirche Südende und Lehrerseminar in Spandau[5]
- Land- und Amtsgericht Danzig[6]